# باشگاه سری
باشگاه سری فیلمی به کارگردانی جمال شورجه و نویسندگی بهزاد بهزادپور محصول سال ۱۳۷۷ است.

## خلاصه داستان
فرمانده کشتی تجاری «ایران رشادت» پس از بارگیری در بندر فیلیپین متوجه می‌شود عوامل دشمن یک محموله مواد شیمیایی را وارد کشتی کرده‌اند آن‌ها قصد دارند طی نقشه‌ای حساب شده خبرنگاران و دست‌اندرکاران محیط زیست را در سنگاپور بر روی عرشه کشتی حاضر کنند تا با تبلیغاتی دروغین خبر تولید و نگهداری سلاح‌های شیمیایی کشتار جمعی توسط ایران را به جهان مخابره کنند…

## بازیگران
- جمشید هاشم‌پور در نقش مرتضی
- جهانبخش سلطانی در نقش کاپیتان
- فرهاد اصلانی در نقش سجاد
- محمود پاک‌نیت در نقش چیف
- حبیب دهقان‌نسب در نقش محمود
- علیرضا جلالی در نقش ملوان ترک
- علی امیدوار در نقش ملوان جاسوس
- علی بهادری در نقش افسر دو
- شهریار بحرانی در نقش مدیر
- سید احمد محمودی در نقش ملوان هندی
- محمود ابراهیمی در نقش ملوان
- داریوش آزرم‌سا در نقش افسر مخابرات
- نوریتا بنت عبدالله
- عبدالرزاق محمدمختار
- جانتین آلون
- احمد احمدی
- علی عبدالعظیمی
- اسماعیل آقاجانی
- رضا غفاری
- حسن حج گذار
- منوچهر مقدم
- علی زحمتکش
- نسادی بنت احمد
- جواد خادم ثابتی
- جو آکوا
- فاطمه فلاحی
- مهرداد جوادپور
- امیرحسین کیایی
- محمد حمادعوض
- نظربن عبداله
- خالدبن سیف
- مسعود هیرامی
- آیلا هیرامی
- سعید فیضل
- آدام سلامیت
- حسن شفیع‌زاده
- رابرت جوردیم
- امیلیا نونی
- مونیکا بتن آلون
- مجید عبدالعظیمی